# Takanawaïta-(Y)
La takanawaïta-(Y) és un mineral de la classe dels òxids. Rep el nom del mont Takanawa, al Japó, la seva localitat tipus.

## Característiques
La takanawaïta-(Y) és un òxid de fórmula química YTaO₄. Va ser aprovada com a espècie vàlida per l'Associació Mineralògica Internacional l'any 2011. Cristal·litza en el sistema monoclínic. La seva duresa a l'escala de Mohs és 5,5.
L'exemplar que va servir per a determinar l'espècie, el que es coneix com a material tipus, es troba conservat a les col·leccions mineralògiques del Museu Nacional de la Natura i la Ciència de Tòquio (Japó), amb el número d'espècimen: nsm m-43517.

## Formació i jaciments
Va ser descoberta al mont Takanawa, a la ciutat de Matsuyama (Prefectura d'Ehime, Japó). també ha estat descrita a la localitat de Moura, a l'illa de Sanuki-Hiroshima (prefectura de Kagawa, Japó). Aquests dos indrets són els únics de tot el planeta on ha estat descrita aquesta espècie mineral.